# Neuromonitoring
Unter Neuromonitoring versteht man die optische und akustische Darstellung der neurophysiologischen Aktivität eines oder mehrerer Nerven. Mit Hilfe des intraoperativen Neuromonitorings haben Chirurgen die fortlaufende Kontrolle über Nervenbahnen, die durch einen operativen Eingriff gefährdet sind. Makroskopisch nicht sicher sichtbare Nerven können mittels Neuromonitoring identifiziert werden. Die erste Anwendung beim Menschen wurde 1969 von Flisberg veröffentlicht.

## Funktionsprinzip

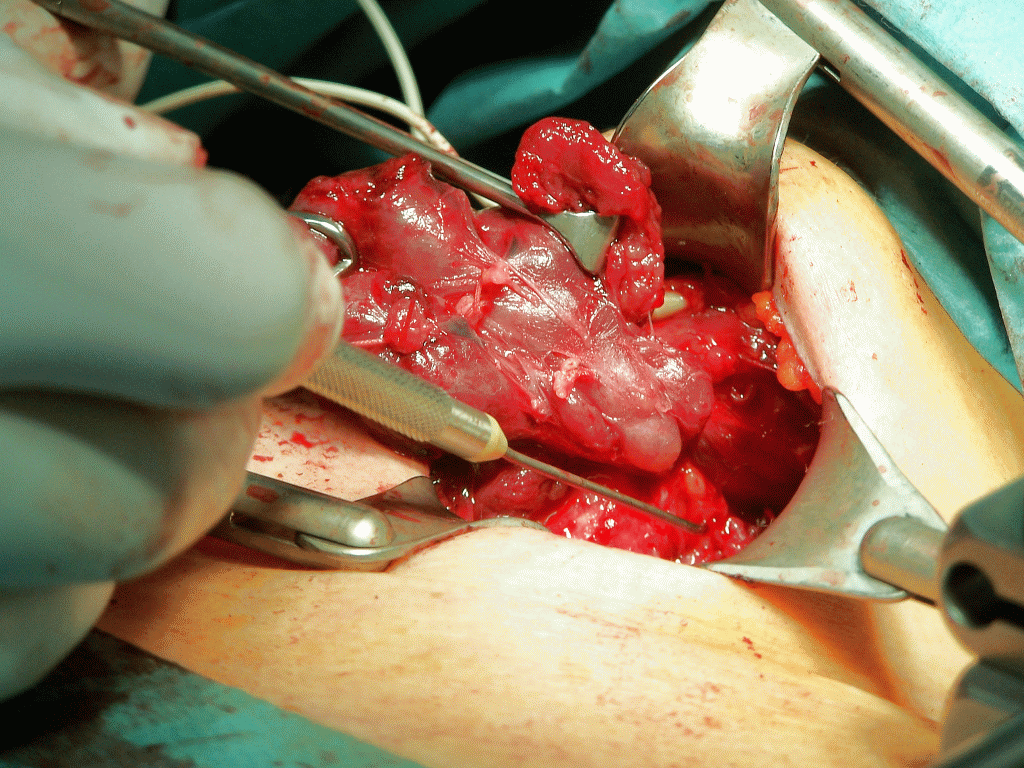
Neuromonitoring während einer Strumaresektion: der Nervus laryngeus recurrens wird mit der Sonde (rechts unten) gesucht.

Die Manipulation an einem motorischen peripheren Nerven führt zur Freisetzung von Aktionspotentialen, die wiederum zur Kontraktion des von diesem Nerven versorgten Muskels führen. Diese Kontraktionen werden mittels feiner, in den oder die Muskeln eingebrachten Elektroden anhand der dabei auftretenden elektrischen Potentiale identifiziert, elektronisch verstärkt und akustisch über einen Lautsprecher und/oder optisch auf einem Display dargestellt (elektromyografische Ableitung). Alternativ kann der Nerv auch direkt mittels einer Sonde durch einen winzigen Stromstoß (0,2 mA bis 2 mA) stimuliert werden, was bei intakten Nerven ebenfalls zu einer Muskelkontraktion führt. Das abgegebene Signal verhält sich direkt proportional zur Intensität der Nervenstimulation.

## Einsatzgebiete
Der Einsatz des Neuromonitoring ist bei Operationen dann sinnvoll, wenn aufgrund der anatomischen Komplexität des Operationsgebietes oder irregulärer anatomischer Verhältnisse die Verletzung eines bestimmten motorischen Nerven möglich erscheint. Irreguläre Verhältnisse können insbesondere bei Rezidivoperationen, in Narbengebieten oder im Bereich von Tumoren vorliegen.

## Beispiele
- Monitoring des Nervus facialis bei der Resektion des Akustikus-Neurinoms, der Ohrchirurgie und der Eingriffe an der Ohrspeicheldrüse.
- Monitoring der Nerven des Plexus brachialis bei neurochirurgischen Operationen in diesem Bereich oder unfallchirurgischen Eingriffen (speziell Nervus radialis am Oberarm).
- Monitoring des Nervus laryngeus recurrens bei Operationen an der Schilddrüse (Strumaresektion, Thyreoidektomie): Die Zielmuskulatur ist hier die Stimmband-Muskulatur. Die Variabilität des Verlaufes und die oft schwere Darstellbarkeit des nur ca. 1 mm starken Nerven machen hier besonders bei Operationen des Schilddrüsenkarzinoms und der Rezidivstruma das Neuromonitoring unabdingbar.[2] Eine Weiterentwicklung in diesem Fachgebiet stellt das Kontinuierliche Intraoperative Neuromonitoring dar.